# Phyllachora laeviuscula
Phyllachora laeviuscula är en svampart som beskrevs av Speg. 1891. Phyllachora laeviuscula ingår i släktet Phyllachora och familjen Phyllachoraceae.   Inga underarter finns listade i Catalogue of Life.